# Mali princ (bend)
Mali princ je grupa iz Novog Sada nastala 2003. godine (tada još pod imenom Nemanja Nešić). Nemanja Nešić stoji iza svih pesama Malog princa kao autor muzike i tekstova. 
Članovi u vreme nastajanja bili su Nemanja Nešić (gitara i glas), Svetozar Nešić (klavir), Igor Molnar (bas gitara), Zoltan Cikora (bubnjevi) i Vladimir Ćuković (violina). U ulozi klavijaturiste najduže se zadržao Rastko Pavlov, koga je zamenio Lazar Novkov, a trenutno je bubnjar u bendu Ištvan Čik.

## Izdanja
- Samo da si tu (2004, Vojvodina music)
- Lako je... (2008, PGP-RTS)
- Jesenji nocturno (2011, DOO Dnevnik)

## Spoljašnje veze
- Zvanični sajt (језик: српски)
- Mali princ na sajtu  (језик: енглески)
- Mali princ na sajtu  (језик: енглески)